# Benjamin Lageder

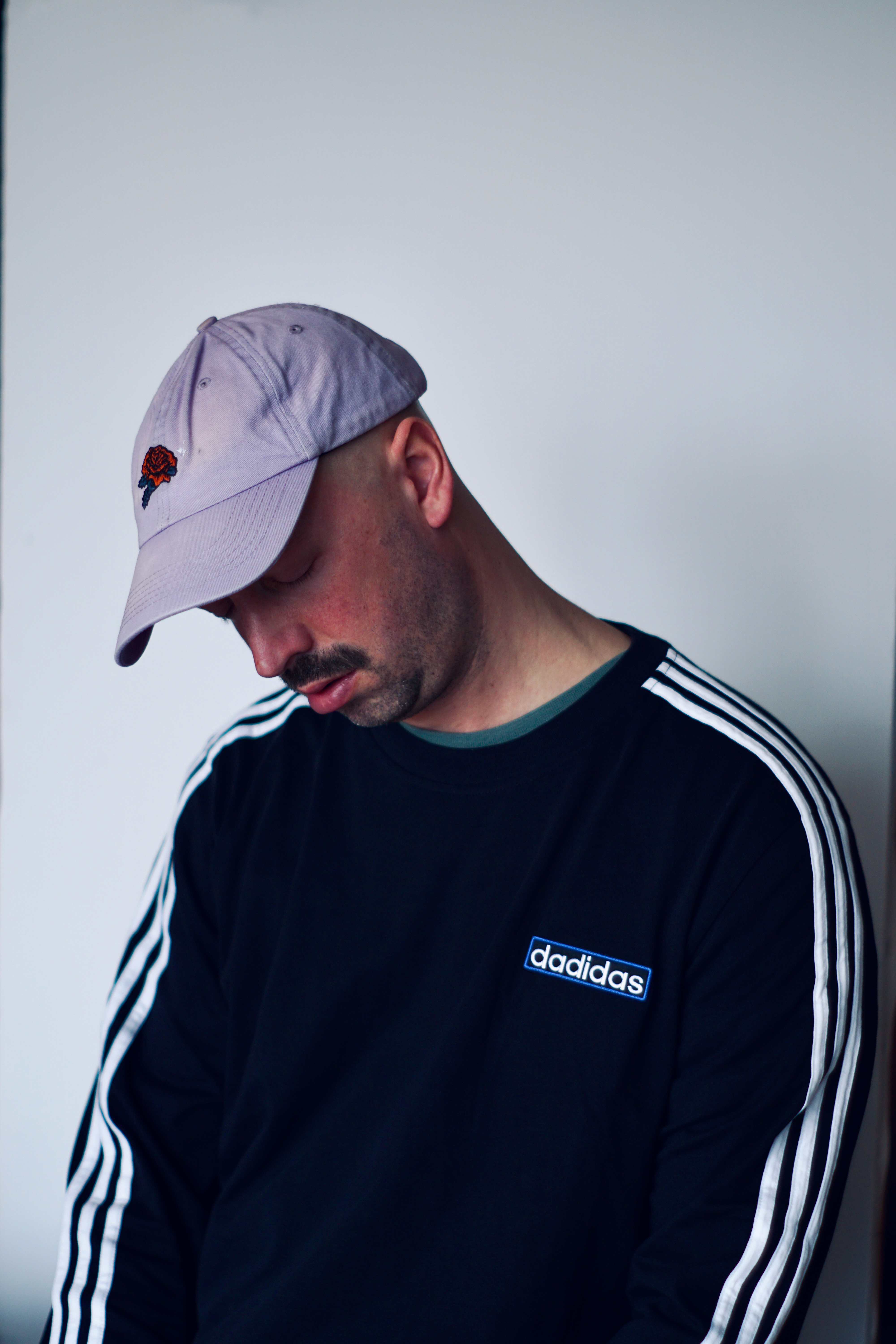
Benjamin Lageder, 2025

Benjamin Lageder (* 8. August 1985) ist ein österreichischer Musiker, Sänger, Komponist, Produzent, der in Salzburg lebt und arbeitet. Bekanntheit erlangte er primär durch sein Indie-Pop-Projekt Magic Delphin, mit dem er mehrere Alben veröffentlichte.
Seine musikalische Bandbreite umfasst neben dem Pop-Genre auch Theatermusik, Musik für Kinder, Projekte im Bereich der Elektro- und Experimentalmusik sowie Klanginstallationen.

## Karriere
Als Magic Delphin veröffentlichte Lageder die Alben Leben am Mars, Milde Sorte und Kopf hoch Tinderboy. Zudem erschienen diverse Singles unter diesem Projektnamen.
Im Bereich der Theatermusik arbeitet Lageder regelmäßig mit dem Toihaus Theater in Salzburg zusammen und zeichnete für die musikalische Gestaltung zahlreicher Produktionen verantwortlich, darunter Die Schnecke im Universum, Toihaus feat. Magic Delphin: Indie-Pop-Konzert für Kinder, Flausch und Die Infantin trägt den Scheitel links. Weitere Theater- und Performanceprojekte mit seiner Beteiligung umfassen IN CIRCLES (Julia Schwarzbach), SIND GLEICH DA – feministische Intervention (Jana C. Rowenski & Magdalena Jo Umkehrer), GOLDFISH (PerformDance Festival) und Konzerte beim Literaturfest Salzburg.
Mit dem Album "Für Kinder" (Label Records) schuf Lageder ein Werk, das Popmusik für ein junges Publikum zugänglich macht.
Im Bereich der Elektro- und Experimentalmusik war Lageder aktiv unter dem Künstlernamen Karafiat, das Projekt wurde 2017 mit dem Elektronik-Land Preis ausgezeichnet. Seit 2019 veröffentlicht er hauptsächlich Arbeiten unter seinem Echtnamen Benjamin Lageder. Zudem realisierte er Klanginstallationen wie WELLENRAUSCHEN (Radiomuseum Salzburg), bodily (Periscope Salzburg), Das Personalhaus (Stadtgalerie Salzburg) oder Performing Objects (Kunstformen Obertrum).
Neben seiner künstlerischen Tätigkeit war Lageder als Booker für Denkmal Salzburg tätig.

## Diskografie
Alben
- 2017: Leben am Mars (als Magic Delphin, Mildenburg Records)
- 2018: Milde Sorte (als Magic Delphin, Wohnzimmer Records)
- 2021: Kopf hoch Tinderboy (als Magic Delphin, Label Records)
- 2024: Für Kinder (als Magic Delphin, Label Records)

Singles
- 2016: Stadt am Meer (als Magic Delphin, Mildenburg Records)
- 2017: Glitzergold (als Magic Delphin, Mildenburg Records)
- 2017: Telephon II (als Magic Delphin, Mildenburg Records)
- 2018: Nie wieder allein (als Magic Delphin, Mildenburg Records)
- 2018: Millionen Dollar mit Arbeit (als Magic Delphin, Mildenburg Records)
- 2018: Leben am Mars (als Magic Delphin, Mildenburg Records)
- 2019: So Süss (als Magic Delphin, Wohnzimmer Records)
- 2019: Was Mensch so machen (als Magic Delphin, Wohnzimmer Records)
- 2019: Dosenbier/Baggersee (als Magic Delphin, Label Records)
- 2022: Kids (als Magic Delphin, Label Records)
- 2022: Schoki Schoki (als Magic Delphin, Label Records)
- 2022: Afrika (als Magic Delphin, Label Records)
- 2024: Orangensaft (als Magic Delphin, Label Records)

Theaterstücke
- 2019: Die Schneck im Universum (als Benjamin Lageder, Toihaus Salzburg)
- 2021: Toihaus feat. Magic Delphin - Indie Pop Konzert für Kinder (als Benjamin Lageder, Toihaus Salzburg)
- 2021: Die Infantin trägt den Scheitel links (als Benjamin Lageder, Toihaus Salzburg)
- 2022: Don Quijote (als Benjamin Lageder, Universität Mozarteum)
- 2023: The Time It Takes (als Benjamin Lageder, PerformDance Festival)
- 2024: Goldfish (als Benjamin Lageder, PerformDance Festival)
- 2024: In Circles (als Benjamin Lageder, Tanz_house Festival)
- 2024: Flausch (als Benjamin Lageder, Toihaus Salzburg)

Klanginstallationen
- 2020: Heilung (als Benjamin Lageder, Toihaus Salzburg)
- 2022: Das Personalhaus (als Benjamin Lageder, Stadtgalerie Salzburg)
- 2022: Simultan: Wellenrauschen (als Benjamin Lageder, Radiomuseum Grödig)
- 2023: Performing Objects (als Benjamin Lageder, Kunstformen Obertrum)
- 2024: bodily (als Benjamin Lageder, Periscope Salzburg)

## Stipendien und Auszeichnungen
- 2019: Heimo Erbse Förderpreis[17]
- 2023: Jahresstipendium für Musik des Landes Salzburg[2]